# Thé Jin Xuan
 (mars 2025).
Le thé Jin Xuan (prononcé [tɕín.ɕɥɛ ́n], en chinois traditionnel : 金萱 ; pinyin : Jīn xuān) est une variété de thé Oolong développée à Taïwan au début des années 1980. Également appelé #12 ou Milk Oolong (Nai Xiang), il est connu pour sa saveur légère, crémeuse et florale, souvent décrite comme ayant un caractère laiteux naturel. Le thé Jin Xuan est cultivé à des altitudes plus élevées et est populaire parmi les producteurs de thé à Taïwan et en Thaïlande.
Le goût typique de beurre ou de lait thé Jin Xuan est une caractéristique naturelle du cultivar et non le résultat d'un traitement externe. Cependant, certains producteurs créent des thés Jin Xuan aromatisés en ajoutant des arômes artificiels, ou en trempant les feuilles dans du lait. Les vendeurs réputés indiquent généralement si leur thé Jin Xuan est produit naturellement ou aromatisé.